# Сургутский ЗСК
Сургутский завод по стабилизации конденсата имени В. С. Черномырдина (Сургутский ЗСК) — крупнейший в России завод по переработке нефтегазоконденсатной смеси, расположенный вблизи г. Сургут, Ханты-Мансийский автономный округ. Проектная мощность составляет 12 млн тонн в год. Принадлежит ООО «Газпром переработка» (входит в группу «Газпром»).

## История
Проект предприятия был создан в 1982 году и утверждён в 1983 году. Подготовительные работы на площадке строительства были начаты в марте 1983 года. Переработка газового конденсата была начата в августе 1985 года, с января 1986 года завод начал производить дизельное топливо. В 1993 году была введена в эксплуатацию установка моторных топлив мощностью 4 млн тонн в год, что позволило начать выпуск автомобильных бензинов. В 1994 году запущена установка каталитического риформинга, позволившая начать производство высокооктановых бензинов. В 1997 году была введена в эксплуатацию газофракционирующая установка, а в 2002—2003 годах — установка по облагораживанию моторных топлив, что дало возможность увеличить выпуск бензина в шесть раз. С 2005 года начат выпуск авиационного керосина.
В 2005—2012 годах построены установки утилизации сбросных газов и регенерации метанола, что позволило отказаться от сжигания сбросного газа в факелах. В 2011 году предприятию было присвоено имя В. С. Черномырдина. В 2014 году была пущена установка по стабилизации конденсата № 3, что позволило увеличить мощность предприятия с 8 до 12 млн тонн. В 2019 году была построена установка очистки пропановой фракции, что дало возможность начать выпуск пропана. В 2013 году было начато строительство установки по изомеризации проектной мощностью 350 тысяч тонн, которая позволяет обеспечит выпуск моторного топлива стандарта Евро-5; по состоянию на начало 2022 года о вводе её в эксплуатацию не сообщалось.

## Сырьё
Предприятие перерабатывает нефтегазоконденсатную смесь, поступающую по конденсатопроводу «Уренгой — Сургут» с Новоуренгойского завода по подготовке конденсата к транспорту (г. Новый Уренгой), с которым оно составляет единый технологический комплекс, а также ШФЛУ с Губкинского ГПК и Ноябрьского ГПЗ. Источником сырья являются Уренгойское, Ямбургское, Фёдоровское, Быстринское, Западно-Сургутское, Яунлорское, Лянторское и другие нефтегазоконденсатные месторождения Надым — Пур-Тазовского региона. В 2021 году было переработано 10,5 млн т сырья, что составило максимальный показатель за всё время работы предприятия.

## Продукция
Предприятие производит широкую фракцию лёгких углеводородов (ШФЛУ), нафту (дистиллят газового конденсата, пентан-гексановая фракция), сжиженные углеводородные газы (пропан, бутан), автомобильный бензин, дизельное топливо, авиационный керосин, стабильный газовый конденсат, газовый бензин, метанол. По итогам 2021 года, в общем объёме продукции доля стабильного газового конденсата составила 36 %, моторного топлива и бензиновой фракции — 32 %, сжиженных углеводородных газов — 25 %. Продукция отгружается потребителям железнодорожным, водным, автомобильным и трубопроводным транспортом. Основной потребитель стабильного газового конденсата — предприятие «Газпром нефтехим Салават».

## Технология и оборудование
Оборудование предприятия включает:
- установку стабилизации деэтанизированного конденсата УСК-1, мощностью 5,75 млн тонн в год. Введена в эксплуатацию в 1985 году;
- установку стабилизации деэтанизированного конденсата УСК-2, мощностью 2,3 млн тонн в год. Введена в эксплуатацию в 1988 году;
- установку стабилизации деэтанизированного конденсата УСК-3, мощностью 4 млн тонн в год. Введена в эксплуатацию в 2014 году;
- установку моторных топлив УМТ, мощностью 4 млн тонн в год. Введена в эксплуатацию в 1993 году;
- установку каталитического риформинга ОПУ PF, мощностью 100 тыс. тонн в год. Введена в эксплуатацию в 1994 году;
- блок извлечения изопентана БИИ, мощностью 1,44 млн тонн в год. Введена в эксплуатацию в 1994 году;
- установку получения пропана УПП, мощностью 1 млн тонн в год. Введена в эксплуатацию в 1997 году;
- установку облагораживания моторных топлив ЛКС 35-64, введённую в эксплуатацию в 2002 году. Включает следующие блоки:
  - гидроочистки бензиновых фракций, мощностью 1 млн тонн в год;
  - каталитического риформинга, мощностью 1,1 млн тонн в год;
  - депарафинизации дизельного топлива, мощностью 0,6 млн тонн в год;
  - гидроочистки топлив, мощностью 0,75 млн тонн в год;
- установку утилизации низконапорных сбросных газов, мощностью 270 тыс. тонн в год. Введена в эксплуатацию в 2005—2008 годах;
- установку регенерации метанола, мощностью 20 тыс. тонн в год. Введена в эксплуатацию в 2005—2008 годах;
- установку очистки пропановой фракции, мощностью 450 тыс. тонн в год. Введена в эксплуатацию в 2019 году.